# محمد زروال
محمد زروال. من مواليد 17 جوان 1938 بمدينة الشريعة (ولاية تبسة). كاتب ومؤرخ عن الثورة الجزائرية. وعضو مؤسس للجمعية الوطنية لقدماء الجيش الوطني الشعبي والأمين العام المساعد لها، عضو في اتحاد الكتاب الجزائريين وإمام خطيب، حاصل على جائزة أول نوفمبر الوطنية الأولى في تاريخ الثورة..

## سيرة
تلقى تعليمه الإبتدائي بالعربية والفرنسية. انتقل إلى معهد عبد الحميد بن باديس لمزاولة التعليم، ثم انتقل بعد ذلك إلى جامع الزيتونة لمواصلة دراسته.
انضم إلى صفوف المجاهدين في الثورة التي أرسلته في بعثة عسكرية إلى القاهرة، حيث تدرب على فنون القتال ثم رجع بعد ذلك ليؤدي واجبه الثوري في الوحدات المقاتلة على الحدود التونسية الجزائرية.
وعندما استقلت الجزائر فإنه واصل أداء مهمته في الجيش الوطني الشعبي، وأكمل دراسته في الوقت ذاته، فتخرج في جامعة وهران متخصصا في التاريخ الحديث والمعاصر، أحيل على التقاعد في 14 جويلية 1984.

## مؤلفاته
له العديد من المؤلفات منها:
1. العلاقات الجزائرية الفرنسية 1791-180.
2. الحياة الروحية في الثورة الجزائرية.
3. اللمامشة في الثورة (3أجزاء).
4. إشكالية القيادة في الثورة الجزائرية-الولاية الأولى نموذجا-.
5. عندما تنام الثقافة.
6. مذكرات أسر في الجزائر-معرب-(1814-1816).
7. الاتصالات العامة في الثورة (1954-1962).
8. القيادة العسكرية العليا لجيش التحرير الوطني في الحدود الشرقية والعلاقات الجزائرية التونسية.

## روابط خارجية
- المجاهد و المؤرخ محمد زروال ضيف الصباح القناة الأولى على يوتيوب.
- شخصية و مسيرة : المجاهد و المؤرخ محمد زروال يتحدث عن روايات كتابه على يوتيوب.